# Isla la Fantasía
Isla la Fantasía är en ort i Mexiko.   Den ligger i kommunen Matamoros och delstaten Tamaulipas, i den östra delen av landet, 700 km norr om huvudstaden Mexico City. Isla la Fantasía ligger 7 meter över havet och antalet invånare är 150.
Terrängen runt Isla la Fantasía är mycket platt. Havet är nära Isla la Fantasía åt sydväst.  Närmaste större samhälle är Las Higuerillas, 3,0 km norr om Isla la Fantasía. 